# Supercoppa di Croazia 1993
La Supercoppa di Croazia 1993 è stata la 2ª edizione di tale competizione. La partita di andata si è disputata il 1º agosto 1993 allo Stadio Maksimir di Zagabria, mentre la partita di ritorno si è disputata il 7 agosto 1993 allo Stadio Poljud di Spalato . La sfida ha visto contrapposti la Hajduk Spalato campione di Croazia, e la Dinamo Zagabria, trionfatore nella Coppa di Croazia 1992-1993. L'Hajduk Spalato, grazie ad un maggiore numero di reti fuori casa, ha sollevato per la seconda volta nella sua storia questo trofeo.

## Tabellino

### Andata
| Arbitro: | Antun Burilo (Osijek) |

|                                            |           |                                          |
| Cvitanović 21’ Vlaović 42’, 71’ Gašpar 64’ | Marcatori | Računica 15’ Mornar 43’, 54’ Pralija 69’ |

### Ritorno
| Spalato 7 agosto 1993, ore 20:15 CEST | Hajduk Spalato          | 0 – 0 referto | Croazia Zagabria | Stadio Poljud (30.000 spett.)\| Arbitro: \| Veljko Matković (Fiume) \| |
| Arbitro:                              | Veljko Matković (Fiume) |               |                  |                                                                        |